# 自由之心

《自由之心》（Point Blank）是一款線上第一人稱射擊遊戲，由南韓Zepetto所開發。在臺灣由華義國際代理，並定名為《自由之心》，於2012年5月24日展開公測，於2014年10月23日結束營運。
無限戰場2017年以不同的名字及相同的人物登上手遊市場即為自由之心手遊版韓國已在4月封測。
韓商格雷維蒂於並在2017年10月14日宣布，代理由Zepetto所開發的FPS線上遊戲《Point Blank》，進軍於台港澳地區，台灣由GNJOY平台代理發售，並更名為《Point Blank零秒戰區》簡稱《PB零秒戰區》，因此台灣玩家期待度極高，代理商韓商格雷維蒂宣布11/30公測。

## 遊戲內容

### 角色
本遊戲角色分為反恐部隊與自由鬥士兩隊。反恐部隊由龍、老爹、冰晶、幻影和周博士五名角色組成；自由鬥士由紅牛、媚狐、牛仔、野貓和麗卡五名角色組成。(麗卡和博士在自由之心官網的角色介紹看不到。)

### 武器
本遊戲的武器可以加裝榴彈砲、雷射瞄準鏡、消音器、擴充彈匣等。

### 任務模式
遊戲中有數種遊戲模式：
- 死鬥：分自由鬥士與反恐小組對戰，角色死亡可無限次重生，時間內創造較多擊殺數的一方或是先達到指定擊殺數的一方為勝。
- 殲滅：FPS的經典模式，分為兩隊對戰，先擊殺盡對方的那一隊獲勝，角色死亡後無法重生。
- 爆破：分為自由鬥士與反恐小組兩隊，在時間內若成功裝置炸彈並引爆，則為自由鬥士方勝，反之則為反恐小組方勝。
- AI挑戰：對抗電腦AI的PVE模式,與死鬥的玩相同。
- 破壞：能夠使用直升機與RPG的模式。
- 恐龍 生存:分成人類與恐龍兩隊
- 恐龍 逃脫:分成人類與恐龍兩隊，人類必須在時間內到達逃脫點，恐龍必須阻止人類逃脫
- 防禦:分成自由鬥士與反恐小組兩隊，自由鬥士要在時限內毀目標物，反恐小組則必須阻止目標物被摧毀,有武器庫可以撿槍！

### SAT系統
新進玩家會獲得一些任務卡片，一張卡片可以開啟一次任務，完成這些卡片的任務後可以獲得獎勵。任務卡片可以重複購買與執行。
透過完成任務的任務得到的道具可以兌換戰鬥稱號，愈高階的戰鬥稱號可以供給角色更強大的能力與特殊武器的使用權。不同的稱號配上選用的武器會可以每個玩家有它的獨特性。

## 外部連結
- 中國服(內測展開 但官方未正式營運)
- 韓國服 （页面存档备份，存于）(於2014年重新營運 )
- 阿拉伯服
- 祕魯服 （页面存档备份，存于）
- 巴西服
- 土耳其服 （页面存档备份，存于）
- 義大利服 （页面存档备份，存于）